# Akane Yamaguchi
Akane Yamaguchi (en japonés: 山口茜, Yamaguchi Akane; Katsuyama, 6 de junio de 1997) es una deportista japonesa que compite en bádminton, en la modalidad individual.
Ganó cuatro medallas en el Campeonato Mundial de Bádminton entre los años 2018 y 2023. En los Juegos Asiáticos consiguió cuatro medallas entre los años 2014 y 2022.
Participó en dos Juegos Olímpicos de Verano, Río de Janeiro 2016 y Tokio 2020, ocupando en ambas ocasiones el quinto lugar en la prueba individual.

## Palmarés internacional
| Campeonato Mundial | Campeonato Mundial      | Campeonato Mundial | Campeonato Mundial |
| Año                | Lugar                   | Medalla            | Prueba             |
| ------------------ | ----------------------- | ------------------ | ------------------ |
| 2018               | Nankín (China)          | Medalla de bronce  | Individual         |
| 2021               | Huelva (España)         | Medalla de oro     | Individual         |
| 2022               | Tokio (Japón)           | Medalla de oro     | Individual         |
| 2023               | Copenhague (Dinamarca)  | Medalla de bronce  | Individual         |
| Juegos Asiáticos   |                         |                    |                    |
| Año                | Lugar                   | Medalla            | Prueba             |
| 2014               | Incheon (Corea del Sur) | Medalla de bronce  | Equipo             |
| 2018               | Yakarta (Indonesia)     | Medalla de oro     | Equipo             |
| 2018               | Yakarta (Indonesia)     | Medalla de bronce  | Individual         |
| 2022               | Hangzhou (China)        | Medalla de bronce  | Equipo             |